# 마이크 던트
마이클 라이언 프리차드(Michael Ryan Pritchard, 1972년 5월 4일 ~ )는 마이크 던트로 알려진 미국의 록 밴드 그린 데이의 베이시스트이다.

## 음악 경력
1987년 친한 친구 빌리 조 암스트롱과 함께 밴드 스위트 칠드런을 결성하였다.